# Deportivo Meta
El Club Deportivo Meta H & H es un club de Fútbol Sala de Villavicencio que participa en la Liga Colombiana de Fútbol Sala. Se fundó el 7 de octubre de 2010 a su fecha cuenta con 3 títulos en el rentado nacional y es proclamado como uno de los equipos animadores del torneo .

## Historia
El quinteto Deportivo Meta, es uno de los equipos fundadores de la Liga Argos Futsal. La idea nació como una estrategia para ayudar a las comunidades más vulnerables de la ciudad, se creó como un centro de formación para niños con escasos recursos, poco a poco el equipo empezó a crecer y a competir en campeonatos a nivel local, estas participaciones le dieron buenos resultados al quinteto que inicialmente se llamó Meta Mens.
Héctor Hugo López es el gestor del proceso del quinteto llanero. López era el director técnico de la Selección Meta de Futsal y en el 2011, la Federación Colombiana de Fútbol le hizo la invitación para hacer parte de la primera edición de la Liga Argos Futsal. De esta forma, el conjunto de los llanos orientales completa su decimoquinto año de participación en la competencia. 
Su mejor actuación en el torneo fue la del 2014-I, donde Deportivo Meta alzó el título como campeón de la Liga Argos tras derrotar a Real Bucaramanga, con lo que consiguió su primer campeonato. 
Las principales figuras del conjunto llanero son Jimerzon Baquero y Yefry Duque, que junto a Héctor Hugo López, han completado todo el proceso de Deportivo Meta, además este último jugador hizo parte de la Selección Colombia, que ocupó el cuarto puesto en el Copa Mundial de fútbol sala de la FIFA 2012 de Tailandia.

## Fútbol

### Uniforme
- Uniforme titular: Camiseta Blanca con líneas verdes. Pantaloneta blanca. Medias blancas.

### Palmarés
- Torneos Nacionales

| Competición                          | Títulos              | Subtítulos |
| ------------------------------------ | -------------------- | ---------- |
| Liga Colombiana de Fútbol Sala (3/1) | 2014 I, 2021, 2024 I | 2011 II    |

Recopa Colombiana de Fútbol Sala: tercer puesto en edición Recopa Colombiana de Fútbol Sala 2021.

### Datos del Club
- Temporadas en la Liga: 14
- Mejor puesto en la Liga: Campeón 2014-I, Campeón 2021, Campeón 2024-l
- Participación en Copa Libertadores: 2

### Entrenadores
- Héctor Hugo López: 2011-2015
- Róman Bernal: 2016-2020
- Arley Londoño: 2021-2023
- Héctor Hugo López: 2024-presente

### Plantilla
| Dorsal | Nacionalidad | Jugador           |
| ------ | ------------ | ----------------- |
| 8      | Colombia     | Yefri Duque       |
| 1      | Colombia     | Jhonatan Rivera   |
| 10     | Colombia     | Jimerson Baquero  |
| 5      | Colombia     | Juan David Bustos |
| 6      | Colombia     | Kamilo Asprilla   |
| D.T    | Colombia     | Héctor Hugo López |

## Baloncesto
Como club de baloncesto hizo su primera participación en la Copa Nacional de Baloncesto 2018-I donde finalizó como líder en su grupo durante de primera fase del torneo con 10 victorias y 2 derrotas, clasificando así a la Zona Nacional en la segunda fase donde nuevamente terminó líder con 5 victorias y 1 derrota. En el Final Four enfrentó a Brooks Hill de San Andrés superándolo 78-42 y accediendo a la final del torneo para superar a Samarios de Santa Marta con marcador 102-70 y obtener el título del torneo.
En la Copa Nacional de Baloncesto 2019 logró el tercer puesto ante Brooks Hill superándolo 83-43, mientras que en semifinales había sido derrotado por B&B Basketball. 

### Uniforme
- Uniforme titular: Camiseta Verde con la imagen de un leopardo de fondo. Pantaloneta verde con líneas horizontales blancas a los costados. Medias verdes oscuras.

### Palmarés
- Torneos Nacionales

| Competición                     | Títulos | Subtítulos |
| ------------------------------- | ------- | ---------- |
| Copa Nacional de Baloncesto (1) | 2018 I  |            |